# Альтруїзм
Альтруї́зм (фр. altruisme, лат. alter — інший) — безкорисливе прагнення до діяльності на благо інших, різновид самозречення; протилежність егоїзму.
Альтруїзм певною мірою є протилежністю філософії об'єктивізму, хоча та в певній формі також має поняття «діяльності на благо інших», але в об'єктивізмі обов'язковою умовою для цього є отримання власної вигоди (емоціональної або матеріальної).
У XX столітті альтруїзм як особливий прояв гуманістичної уяви та поведінки особи став предметом соціологічних та соціально-психологічних досліджень «допоміжної поведінки». В наукових дослідженнях альтруїзм аналізували в контексті практичних відносин між людьми, а матеріалом слугували накопичені в суспільстві форми солідарності, благодійності, взаємодопомоги й так далі. Альтруїзм також аналізувався в контексті етики піклування. До людей, які є альтруїстами входять християни, вважає професор Ігор Огірко.

## Історія
Альтруїзм — напрям поведінки і діяльності людини, що ставить інтереси іншої людини або загальне благо вище особистих інтересів. Як правило, використовується для визначення властивості приносити свою вигоду в жертву, заради загального блага.
Термін «альтруїзм» запровадив француз Огюст Конт (1798—1857).
Б. Ф. Скіннер провів аналіз такого явища, як альтруїзм і дійшов такого висновку:
|  | «Ми поважаємо людей за їхні хороші вчинки лише тоді, коли ми не можемо пояснити цих вчинків. Ми пояснюємо собі вчинки цих людей їхніми внутрішніми диспозиціями, лише тоді коли нам не вистачає зовнішніх пояснень. Коли ж зовнішні причини очевидні, ми виходимо з них, а не з особливостей особистості».[джерело?] |

Віра в те, що люди повинні надавати допомогу тим, хто її потребує, безвідносно до можливої вигоди в майбутньому, здебільшого є нормою соціальної відповідальності. Саме ця норма спонукає сторонніх людей, наприклад, підняти книгу, яку не втримав та зронив інвалід на милицях. Експерименти показують, що навіть тоді, коли люди, що надають допомогу, власне, надаючи допомогу, залишаються невідомими та не очікують жодної подяки, вони часто допомагають нужденним особам.
Ті, хто любить, завжди прагнуть прийти на допомогу коханому, проте інтуїтивне, неусвідомлене бажання допомогти зовсім не обов'язково повинно стосуватися цієї людини, з ким вас зв'язують вузли любові або дружби. Зовсім навпаки, альтруїстичне прагнення надати допомогу зовсім сторонній людині здавна вважається доказом особливо вишуканої шляхетності.

## Дослідження
У XX столітті альтруїзм як особливий прояв гуманістичної уяви та поведінки особи став предметом соціологічних та соціально-психологічних досліджень «допоміжної поведінки». В наукових дослідженнях альтруїзм аналізували в контексті практичних відносин між людьми, а матеріалом слугували накопичені в суспільстві форми солідарності, благодійності, взаємодопомоги й так далі. Альтруїзм також аналізувався в контексті етики піклування.